# Egernia
Genre
Egernia est un genre de sauriens de la famille des Scincidae.

## Répartition
Les espèces de ce genre sont endémiques d'Australie.

## Liste des espèces
Selon The Reptile Database (13 sept. 2012) :
- Egernia cunninghami (Gray, 1832)
- Egernia cygnitos Doughty, Kealley & Donnellan, 2011
- Egernia depressa (Günther, 1875)
- Egernia douglasi Glauert, 1956
- Egernia eos Doughty, Kealley & Donnellan, 2011
- Egernia epsisolus Doughty, Kealley & Donnellan, 2011
- Egernia formosa Fry, 1914
- Egernia hosmeri Kinghorn, 1955
- Egernia kingii (Gray, 1838)
- Egernia mcpheei Wells & Wellington, 1984
- Egernia napoleonis (Gray, 1838)
- Egernia pilbarensis Storr, 1978
- Egernia richardi (Peters, 1869)
- Egernia rugosa De Vis, 1888
- Egernia saxatilis Cogger, 1960
- Egernia stokesii (Gray, 1845)
- Egernia striolata (Peters, 1870)

## Taxinomie
Bellatorias, Corucia, Cyclodomorphus, Egernia, Liopholis, Lissolepis et Tiliqua sont des genres groupés sous le nom  "groupe de Egernia".

## Publication originale
- Gray, 1839 "1838" : Catalogue of the slender-tongued saurians, with descriptions of many new genera and species. Annals and Magazine of Natural History, sér. 1, vol. 2, p. 287-293 (texte intégral).